# Ponciano Arriaga, San Luis Potosí
Ponciano Arriaga är en ort i Mexiko.   Den ligger i kommunen Ebano och delstaten San Luis Potosí, i den centrala delen av landet, 300 km norr om huvudstaden Mexico City. Ponciano Arriaga ligger 75 meter över havet och antalet invånare är 6 665.
Terrängen runt Ponciano Arriaga är huvudsakligen platt. Ponciano Arriaga ligger uppe på en höjd. Runt Ponciano Arriaga är det ganska glesbefolkat, med 43 invånare per kvadratkilometer. Ponciano Arriaga är det största samhället i trakten. Omgivningarna runt Ponciano Arriaga är en mosaik av jordbruksmark och naturlig växtlighet.